# Jodid bismutitý
Jodid bismutitý (BiI3) je anorganická sloučenina jódu a bismutu. V minulosti se používal v kvalitativní anorganické analýze.

## Struktura
Molekula jodidu bismutitého je v pevném skupenství tvořena oktaedricky koordinovaným bismutitým iontem, obklopeným šesti jodidy. U podobného jodidu antimonitého jsou tři vazby kratší a zbylé tři delší.

## Výroba
Jodid bismutitý lze vyrobit dvěma způsoby; reakcí kovového bismutu s jódem:
2 Bi + 3 I2 → 2 BiI3
nebo reakcí oxidu bismutitého s kyselinou jodovodíkovou:
Bi2O3 (s) + 6 HI (aq) → 2 BiI3 (s) + 3 H2O (l)

## Reakce
Vzhledem k tomu, že jodid bismutitý je téměř nerozpustný ve vodě, může být jeho vodný roztok použit pro testování přítomnosti iontů Bi3+ přidáním zdroje jodidu, jako je jodid draselný. Černá sraženina jodidu bismutitého znamená pozitivní výsledek testu.
Jodid bismutitý tvoří při zahřívání s alkalickými halogenidy v kyselém prostředí rozpustný pentajodidobismutitanový komplex (sytě oranžový):
2 NaI + BiI3 → Na2[BiI5]
nebo
KI + BiI3 → K[BiI4]
Tento rozpustný jodidobismutitý komplex je součástí Dragendorffova činidla (v kvalitativní analýze pro nespecifický důkaz přítomnosti organických dusíkatých bází, zejména alkaloidů).